# 273-я резервная танковая дивизия (вермахт)
273-я резервная танковая дивизия (нем. 273. Reserve-Panzer-Division) — танковая дивизия вермахта во Второй мировой войне.

## История
1 марта 1943 года из штаба XIII округа был создан штаб 273-й резервной танковой дивизии, чьей целью стало управление учебными танковыми частями VII, XIII и некоторых других военных округов. Командующим дивизией стал Гельмут фон дер Шеваллери. Вскоре 273-я танковая была переведена на юго-западное побережье Франции. В марте 1944 года часть личного состава дивизии пополнила 10-ю моторизованную дивизию. В мае части дивизии влились в состав 11-й танковой дивизии.

## Боевой состав
- 25-й резервный танковый батальон
- 35-й резервный танковый батальон
- 92-й резервный моторизованный полк
- 73-й резервный моторизованный полк
- 167-й резервный артиллерийский дивизион
- 7-й резервный разведывательный батальон
- 7-й резервный противотанковый артиллерийский дивизион
- 10-й резервный противотанковый артиллерийский дивизион
- 19-й резервный сапёрный батальон